# Otto Kunkel
Otto Kunkel (* 14. Juli 1895 in Grünberg, Kreis Gießen; † 18. Februar 1984 in München) war ein deutscher Prähistoriker. Er wirkte bis 1945 als Direktor des Pommerschen Landesmuseums in Stettin. Nach dem Krieg leitete er von 1953 bis 1960 die Prähistorische Staatssammlung in München.

## Leben
Otto Kunkel besuchte in Gießen das Gymnasium. Sein Studium an der Universität Gießen wurde durch Kriegsdienst im Ersten Weltkrieg unterbrochen. Noch vor Kriegsausbruch trat Kunkel im SS 1913 in Gießen der Studentischen Reformverbindung Adelphia bei. Kurz nach dem Krieg beteiligte er sich 1920 zudem an der Gründung der Tuiskonia Darmstadt als Tochterverbindung Adelphias. 1922 wurde er in Gießen mit einer Dissertation über Der Mäander in den vor- und frühgeschichtlichen Kulturen Europas promoviert. Anschließend arbeitete als er Assistent am Oberhessischen Museum in Gießen.
1924 wurde Kunkel Kustos der Stettiner Altertumssammlung. Diese Sammlung gehörte damals der Gesellschaft für pommersche Geschichte und Altertumskunde und war zunächst wenig ansprechend im Städtischen Museum Stettin aufgestellt. Die Gesellschaft übereignete die Sammlung bald an den Provinzialverband Pommern, 1928 konnte Kunkel sie in ein neues Museumsgebäude, das bisherige Landeshaus, überführen. So war das Provinzialmuseum Pommerscher Altertümer entstanden; Kunkel wurde der erste und einzige Direktor. 1934 wurde das Museum in Pommersches Landesmuseum umbenannt. Seit 1933 war der Prähistoriker Hans Jürgen Eggers Assistent bei Kunkel. Kunkel beantragte am 1. Juni 1937 die Aufnahme in die NSDAP und wurde rückwirkend zum 1. Mai desselben Jahres aufgenommen (Mitgliedsnummer 5.739.357).
Kunkel war seit 1924 staatlicher Vertrauensmann für die Bodenaltertümer der Provinz Pommern. Als solcher betreute er die ehrenamtlich tätigen Kreispfleger für Bodenaltertümer, wobei es ihm gelang, alle 29 Kreise mit Kreispflegern zu besetzen. Hinzu kamen zwei hauptamtliche Außenstellen in Köslin und Greifswald. Ferner unterstützte Kunkel die pommerschen Kreisheimatmuseen. Von 1934 bis 1940 fanden unter seiner Leitung Ausgrabungen in und um Wollin statt.
Im Zweiten Weltkrieg sicherte Kunkel, der aus Altersgründen keinen Militärdienst leisten musste, die Bestände des Landesmuseums durch rechtzeitige Auslagerungen und Kellerdeponate. Mitte April 1945 wurde Kunkel zum Stettiner Volkssturm einberufen, mit dem er am 24. April 1945 die Stadt in Richtung Westen verließ. 
Nach dem Zweiten Weltkrieg kam Stettin an Polen, das seine Einwohner vertrieb, und der polnische Staat eignete sich die für ihn erreichbaren Bestände des Pommerschen Landesmuseums an.
Kunkel erhielt 1947 einen Ruf an das Bayerische Landesamt für Denkmalpflege mit Amtssitz in Würzburg, wo er als Hauptkonservator tätig war. Von 1953 bis 1960 leitete er die Prähistorische Staatssammlung in München. In den Jahren 1951 bis 1954 führte er Aufsehen erregende Grabungen an der Jungfernhöhle durch. 1960 wurde er Honorarprofessor an der Universität München.
Für seine Forschungen und Tätigkeiten wurde ihm der Bayerische Verdienstorden (1962) und der Pommersche Kulturpreis für Wissenschaft (1980) verliehen. Die Gesellschaft für pommersche Geschichte, Altertumskunde und Kunst machte Kunkel zu ihrem Ehrenmitglied.
Otto Kunkel heiratete 1925 Ilse Hahne, eine Tochter des damaligen Stettiner Stadtschulrats August Hahne. Aus der Ehe gingen zwei Söhne und drei Töchter hervor.

## Schriften
- Oberhessens vorgeschichtliche Altertümer. Marburg 1926.
- Aus Pommerns Urgeschichte. Emil Hartmann, Berlin 1926.
- mit Karl August Wilde: Jumne, Vineta, Jomsburg, Julin, Wollin. 5 Jahre Grabungen auf dem Boden der wikingerzeitlichen Großsiedelung am Dievenowstrom 1934–1939. Stettin 1941.
- Die Jungfernhöhle bei Tiefenellern. Eine neolithische Kultstätte auf dem Fränkischen Jura bei Bamberg (= Münchner Beiträge zur Vor- und Frühgeschichte, Band 5). C. H. Beck, München 1955.
- mit Hans Bernhard Reichow: Stettin, so wie es war. Droste, Düsseldorf 1975.